# 1982年モナコグランプリ
1982年モナコグランプリは、1982年F1世界選手権の第6戦として、1982年5月23日にモンテカルロ市街地コースで開催された。
F1史の中でも有数のサバイバルレースといわれている。

## 予選
それまでは、コース特性からターボエンジンは不利と思われていた当グランプリであったが、前年のフェラーリの優勝で払拭。この勝利が決め手となりターボエンジン全盛時代に突入した82年F1シーズンは、ターボエンジンユーザーであるルノー・フェラーリ・ブラバムの争いと予想された。
ポールポジションは、ルノーを駆るルネ・アルヌーが1分23秒281のタイムで奪取。相棒のアラン・プロストは4番手に沈みフロントロー独占とはならなかった。前戦でビルヌーヴを失い、1カーエントリーとなったフェラーリはディディエ・ピローニがプロストの直後5番手。ターボエンジン搭載初年度のブラバムはフォードエンジンを積むリカルド・パトレーゼが2番手を獲得したものの、ネルソン・ピケが公道レースを苦手にしている上にBMWターボの信頼性不足もあり、パトレーゼの遙か後方13番手に沈む結果となった。

### 予選結果
| 順位 | No | ドライバー                     | コンストラクタ         | タイム   | 差     |
| ---- | -- | ------------------------------ | ---------------------- | -------- | ------ |
| 1    | 16 | ルネ・アルヌー                 | ルノー                 | 1'23.281 | —      |
| 2    | 2  | リカルド・パトレーゼ           | ブラバム・フォード     | 1'23.791 | +0.510 |
| 3    | 23 | ブルーノ・ジャコメリ           | アルファロメオ         | 1'23.939 | +0.658 |
| 4    | 15 | アラン・プロスト               | ルノー                 | 1'24.439 | +1.158 |
| 5    | 28 | ディディエ・ピローニ           | フェラーリ             | 1'24.585 | +1.304 |
| 6    | 6  | ケケ・ロズベルグ               | ウィリアムズ・フォード | 1'24.649 | +1.368 |
| 7    | 22 | アンドレア・デ・チェザリス     | アルファロメオ         | 1'24.928 | +1.647 |
| 8    | 5  | デレック・デイリー             | ウィリアムズ・フォード | 1'25.390 | +2.109 |
| 9    | 3  | ミケーレ・アルボレート         | ティレル・フォード     | 1'25.449 | +2.168 |
| 10   | 7  | ジョン・ワトソン               | マクラーレン・フォード | 1'25.583 | +2.302 |
| 11   | 12 | ナイジェル・マンセル           | ロータス・フォード     | 1'25.642 | +2.361 |
| 12   | 8  | ニキ・ラウダ                   | マクラーレン・フォード | 1'25.838 | +2.557 |
| 13   | 1  | ネルソン・ピケ                 | ブラバム・BMW          | 1'26.075 | +2.794 |
| 14   | 9  | マンフレッド・ヴィンケルホック | ATS・フォード          | 1'26.260 | +2.979 |
| 15   | 11 | エリオ・デ・アンジェリス       | ロータス・フォード     | 1'26.456 | +3.175 |
| 16   | 25 | エディ・チーバー               | リジェ・マトラ         | 1'26.463 | +3.182 |
| 17   | 4  | ブライアン・ヘントン           | ティレル・フォード     | 1'26.690 | +3.409 |
| 18   | 26 | ジャック・ラフィット           | リジェ・マトラ         | 1'27.007 | +3.726 |
| 19   | 29 | マルク・スレール               | アロウズ・フォード     | 1'27.019 | +3.738 |
| 20   | 10 | エリセオ・サラザール           | ATS・フォード          | 1'27.022 | +3.741 |
| DNQ  | 30 | マウロ・バルディ               | アロウズ・フォード     | 1'27.208 | +3.927 |
| DNQ  | 33 | ヤン・ラマース                 | セオドール・フォード   | 1'27.523 | +4.242 |
| DNQ  | 17 | ヨッヘン・マス                 | マーチ・フォード       | 1'27.885 | +4.604 |
| DNQ  | 35 | デレック・ワーウィック         | トールマン・ハート     | 1'28.075 | +4.794 |
| DNQ  | 31 | ジャン＝ピエール・ジャリエ     | オゼッラ・フォード     | 1'28.264 | +4.983 |
| DNQ  | 14 | ロベルト・ゲレーロ             | エンサイン・フォード   | 1'28.635 | +5.354 |

- 上位20台が予選通過

## 決勝
こうして始まったこの年のモナコGPは、ラスト3周までルノーターボの独擅場だった。14周目にPPスタートから独走していたアルヌーが単独スピンでリタイアしたものの、代わって首位に躍り出たプロストがライバルと目されたターボユーザーであるフェラーリ、ブラバムの苦戦を尻目に独走。2位争いを繰り広げていたピローニとパトレーゼに約30秒という大差をつけるまでとなった。レース終盤から小雨が降り始めたものの路面を悪化させるほどでもなく、ルノー悲願のモナコ制覇は確実と思われた。
ところが、残り3周からとたんにレースは荒れだす。それまで何事もなく首位を走っていたプロストが、旧シケインを通過したところで周回遅れを抜こうとして体勢を崩し大クラッシュを演じてしまう。このアクシデントにより残り2周で先頭に踊り出たパトレーゼも、ロウズ・ヘアピンでスピン。幸運にも再スタートできたものの、再スタートに苦戦する間に眼前でディディエ・ピローニ（フェラーリ）とアンドレア・デ・チェザリス（アルファロメオ）に先行を許す。こうしてファイナルラップに首位で突入していくピローニであったが、その直前、プールサイドを抜けた辺りから急に速度が落ち始め、アントニー・ノーズではコースマーシャルから青旗を出され周回遅れにゴボウ抜きされるほどの大失速に陥いってしまう。原因はバッテリーのチャージ不足によるミスファイアで、ピローニはゴールに向かおうとしたものの、モナコ名物・ホテル下のトンネル内でついに停車する。2位を走行中だったチェザリスも、ピローニを抜く前にボー・リバージュの途中でガス欠で停車してしまった。さらに周回遅れながら彼らに次ぐ位置に付けていたデレック・デイリー（ウィリアムズ）までもギアボックストラブルによりラスカスで停車した結果、ピローニやチェザリスと同一周回数でファイナルラップに突入していた唯一のドライバー、パトレーゼがそのまま走りきりチェッカーフラッグを受けF1初優勝。なお、パトレーゼ自身はゴール時点で二人の不幸に気付いておらず、優勝を知ったのはピローニを拾ってピットに帰還してからであった。

### 決勝結果
| 順位 | No | ドライバー                     | コンストラクタ         | 周回 | タイム/リタイヤ    | グリッド | ポイント |
| ---- | -- | ------------------------------ | ---------------------- | ---- | ------------------ | -------- | -------- |
| 1    | 2  | リカルド・パトレーゼ           | ブラバム・フォード     | 76   | 1:54:11.259        | 2        | 9        |
| 2    | 28 | ディディエ・ピローニ           | フェラーリ             | 75   | 燃料切れ           | 5        | 6        |
| 3    | 22 | アンドレア・デ・チェザリス     | アルファロメオ         | 75   | 燃料切れ           | 7        | 4        |
| 4    | 12 | ナイジェル・マンセル           | ロータス・フォード     | 75   | + 1 Lap            | 11       | 3        |
| 5    | 11 | エリオ・デ・アンジェリス       | ロータス・フォード     | 75   | + 1 Lap            | 15       | 2        |
| 6    | 5  | デレック・デイリー             | ウィリアムズ・フォード | 74   | ギアボックス       | 8        | 1        |
| 7    | 15 | アラン・プロスト               | ルノー                 | 73   | スピン             | 4        |          |
| 8    | 4  | ブライアン・ヘントン           | ティレル・フォード     | 72   | + 4 Laps           | 17       |          |
| 9    | 29 | マルク・スレール               | アロウズ・フォード     | 70   | + 6 Laps           | 19       |          |
| 10   | 3  | ミケーレ・アルボレート         | ティレル・フォード     | 69   | サスペンション     | 9        |          |
| Ret  | 6  | ケケ・ロズベルグ               | ウィリアムズ・フォード | 64   | 接触               | 6        |          |
| Ret  | 8  | ニキ・ラウダ                   | マクラーレン・フォード | 56   | エンジン           | 12       |          |
| Ret  | 1  | ネルソン・ピケ                 | ブラバム・BMW          | 49   | ターボ             | 13       |          |
| Ret  | 7  | ジョン・ワトソン               | マクラーレン・フォード | 35   | 電気系             | 10       |          |
| Ret  | 9  | マンフレッド・ヴィンケルホック | ATS・フォード          | 31   | ディファレンシャル | 14       |          |
| Ret  | 26 | ジャック・ラフィット           | リジェ・マトラ         | 29   | ハンドリング       | 18       |          |
| Ret  | 25 | エディ・チーバー               | リジェ・マトラ         | 27   | オイル漏れ         | 16       |          |
| Ret  | 10 | エリセオ・サラザール           | ATS・フォード          | 22   | メカニカル         | 20       |          |
| Ret  | 16 | ルネ・アルヌー                 | ルノー                 | 14   | スピン             | 1        |          |
| Ret  | 23 | ブルーノ・ジャコメリ           | アルファロメオ         | 4    | ドライブシャフト   | 3        |          |

## レース後
こうして、土壇場で二転三転した当レースはパトレーゼの初優勝で幕を閉じた訳であるが、二転三転が災いしスタッフも混乱。5位フィニッシュのエリオ・デ・アンジェリス（ロータス）が間違って表彰台に呼ばれるほどであった。
なお、前年は不在だったグレース公妃が表彰式に登場。当年の9月13日に発生した交通事故で急死したため、当レースが彼女にとって最後のモナコグランプリとなった。